# Egyesülés (jog)
Az egyesülés szót a jogi nyelv több, összefüggő értelemben használja:

## Az egyesülési jog
Az egyesülési jog alkotmányjogi fogalom. Alapvető emberi-állampolgári szabadságjogot jelent társadalmi szervezetek (egyesületek, pártok, szakszervezetek, klubok, körök, érdekvédelmi szervezetek, társaságok) létrehozására és működtetésére. Az egyesülési jog szabályait törvény állapítja meg.

## Az egyesülés mint jogi személy
Az egyesülés olyan jogi személyiséggel rendelkező kooperációs társaság, amelyet a tagok gazdálkodásuk eredményességének előmozdítására, gazdasági tevékenységük összehangolására, továbbá szakmai érdekeik képviseletére hoznak létre. Az egyesülés nem törekszik saját nyereség elérésre. Az egyesülés saját vagyonát meghaladó tartozásaiért a tagok felelnek, korlátlanul és egyetemlegesen.
Ptk. 3:368. § [Az egyesülés fogalma]
(1) Az egyesülés a tagok által gazdálkodásuk eredményességének előmozdítására és gazdasági tevékenységük összehangolására, valamint szakmai érdekeik képviseletére alapított, jogi személyiséggel rendelkező kooperációs társaság. Az egyesülés saját nyereségre nem törekszik; vagyonát meghaladó tartozásaiért a tagok egyetemlegesen kötelesek helytállni.
(2) Az egyesülés az összehangolási feladatok teljesítését segítő egyéb szolgáltatási és közös gazdálkodási tevékenységet (kiegészítő gazdálkodási tevékenység) is végezhet.
(3) Az egyesülésre a gazdasági társaságok közös szabályait - az e Részben foglalt eltérésekkel - megfelelően alkalmazni kell.

## Gazdasági társaságok egyesülése
Összefoglaló szóval egyesülésnek nevezzük azt a folyamatot a gazdasági jogban, amelynek során két vagy több gazdasági társaságból egy lesz, akár új társaságként (összeolvadás), akár az egyik társaságnak a másik társaságba való beolvadásával (beolvadás). 

„Beolvadás során egy vagy akár több társaság beolvad egy másik társaságba. A beolvadó jogilag megszűnik, míg a meglévő társaság cégformája megmarad. Az a társaság, amelyik változatlanul megmarad, a beolvadó társaság(ok) jogutódja lesz. A beolvadó vagyona mint egész - tehát a jogok, illetve kötelezettségek összessége - átszáll a jogutód befogadó gazdasági társaságra.
A másik forma az összeolvadás, amikor az összeolvadó társaságok valamennyien megszűnnek, ám a megszűnéssel egyidejűleg egy új jogutód gazdasági társaság jön létre. Ami az "örökség" kérdését illeti: a megszűnő jogelőd cégek vagyona, jogai és kötelezettségei az összeolvadással létrejött(!) jogutód társaságra szállnak át.”

Összeolvadás esetében új jogi személy jön létre és az összeolvadók megszűnnek, míg beolvadásnál csak a beolvadó szűnik meg.

A hatályos magyar jogban egyes jogi személyek átalakulásáról, egyesüléséről, szétválásáról szóló 2013. évi CLXXVI. törvény tartalmazza ezek szabályozását.

## Kapcsolódó irodalom
- Halmai Gábor: Az egyesülés szabadsága. Az egyesülési jog története, Atlantisz Könyvkiadó, Budapest, 1990 (East-European Non-Fiction), ISBN 963-02-8667-X